# Velodona togata
Genre
Espèce
Velodona togata est une espèce de pieuvres.
C'est la seule espèce du genre Velodona.

## Habitat et répartition
On trouve cette pieuvre dans l'Océan Indien occidental.